# Västerbergslagens OL
Västerbergslagens OL är en svensk orienteringsklubb runt Ludvika. Den bildades 1993 som en tävlingsklubb av Grangärde OK, Ludvika OK, OK Malmia, Smedjebackens OK och Ulriksbergs IK.

OK Malmia vann 10-mila 1965 med Sture Björk och Anders Morelius i laget.
Sture Björk har också sprungit för Ludvika OK. Han och Christer Hellström såg till att klubben ledde efter den sjätte sträckan.